# Muna Katupose
Muna Katupose (ur. 22 lutego 1988 w Opuwo) – piłkarz namibijski grający na pozycji pomocnika.

## Kariera klubowa
Karierę piłkarską Katupose rozpoczął w klubie Epupa Eleven Stars. W jego barwach zadebiutował w 2006 roku w namibijskiej Premier League. W 2007 roku zmienił klub i przeszedł do Oshakati City FC. W latach 2009–2011 grał w Eleven Arrows FC, z którym w sezonie 2010/2011 zdobył Puchar Namibii. W latach 2011–2013 był zawodnikiem African Stars FC. W sezonie 2012/2013 został z nim wicemistrzem kraju oraz zdobył Puchar Namibii. W latach 2013–2017 występował w Black Africa Windhuk. W sezonie 2013/2014 wywalczył mistrzostwo, a w sezonach 2014/2015 i 2015/2016 wicemistrzostwo Namibii. W sezonie 2017/2018 był piłkarzem UNAM FC, a w latach 2018-2020 - United Africa Tigers, w którym zakończył karierę.

## Kariera reprezentacyjna
W reprezentacji Namibii Katupose zadebiutował w 2007 roku. W 2008 roku był powołany do kadry na Puchar Narodów Afryki 2008 i rozegrał tam jedno spotkanie, z Gwineą (1:1). Od 2007 do 2014 rozegrał w ladrze narodowej 14 meczów i strzelił 4 gole.